# Intelsat 906
Intelsat 906 ist ein Kommunikationssatellit der International Telecommunications Satellite Consortium (Intelsat). 
Er wurde am 6. September 2002 an Bord einer Ariane 4-Rakete vom Centre Spatial Guyanais, dem Weltraumbahnhof in Französisch-Guayana, gestartet. 
Intelsat 906 stellt Kapazitäten für den TV- und Rundfunkempfang sowie für Internet- und Multimediadienste zur Verfügung.

## Empfang
Der Empfang von Intelsat 906 ist in Europa, Afrika, Russland, Indien und Australien möglich.
Die Übertragung erfolgt sowohl im C-, als auch im Ku-Band.